# Са њима долази смрт
„Са њима долази смрт” је југословенски ТВ филм из 1965. године. Режирала га је Мирјана Самарџић а сценарио је написао Слободан Стојановић

## Улоге
| Глумац           | Улога |
| ---------------- | ----- |
| Соња Ђурђевић    |       |
| Љуба Ковачевић   |       |
| Драган Оцокољић  |       |
| Васа Пантелић    |       |
| Марица Поповић   |       |
| Ђорђе Пура       |       |
| Зоран Ристановић |       |
| Јожа Рутић       |       |